# 山内友三郎
山内友三郎（やまうち ともさぶろう、1933年12月12日- ）は、日本の哲学者、大阪教育大学名誉教授。

## 略歴
秋田県生まれ。1959年京都大学文学部哲学科卒、1964年関西学院大学大学院教育学博士課程満期退学。大阪教育大学教授、1998年定年退官、名誉教授、東大阪大学短期大学部教授。
哲学（環境倫理、比較思想、道徳教育） 専攻。リチャード・マーヴィン・ヘア、ピーター・シンガーの道徳哲学を研究する。

## 著書
- 『相手の立場に立つ ヘアの道徳哲学』勁草書房 1991

### 共編
- 『西洋倫理学史』編. 学術図書出版社 1985
- 『シンガーの実践倫理を読み解く 地球時代の生き方』浅井篤共編 昭和堂 2008

### 翻訳
- 『ヤスパース選集 第17 ソクラテスとプラトン』理想社 1966
- A.C.ユーイング『倫理学』竹尾治一郎,芝烝共訳 法律文化社 1977
- R.M.ヘア『自由と理性』理想社 1982
- ピーター・シンガー『実践の倫理』塚崎智共監訳. 昭和堂 1991
- R.M.ヘア『道徳的に考えること レベル・方法・要点』内井惣七共監訳. 勁草書房 1994
- ピーター・シンガー『私たちはどう生きるべきか 私益の時代の倫理』監訳 法律文化社 1995　のちちくま学芸文庫
- パオラ・カヴァリエリ, ピーター・シンガー編『大型類人猿の権利宣言』西田利貞共監訳 昭和堂 2001
- ピーター・シンガー『グローバリゼーションの倫理学』樫則章共監訳 昭和堂 2005
- ピーター・シンガー『人命の脱神聖化』浅井篤, 村上弥生共監訳. 晃洋書房 2007
- J・ベアード・キャリコット『地球の洞察 多文化時代の環境哲学』 (エコロジーの思想) 村上弥生共監訳,小林陽之助,澤田軍治郎, 松本圭子, 渡辺俊太郎共訳 みすず書房 2009

## 論文
- ＜山内友三郎